# Museu Gotoh
El Museu Gotoh (五島美術館, Gotō Bijutsukan) és un museu privat al districte Kaminoge de Setagaya al sud-oest de la perifèria de Tòquio (Japó). Va ser inaugurat l'any 1960, mostrant la col·lecció privada de Keita Gotō, president de la companyia Tokyu Group. Avui en dia, la col·lecció està centrada al voltant de la selecció original d'obres d'art clàssiques japoneses i xineses com pintures, escrits, artesania i objectes arqueològics, completada per una petita col·lecció de peces d'art coreà Exhibeix diversos objectes considerats com a Tresors Nacionals o Propietats Culturals Importants. L'exhibició canvia diverses vegades per anys, amb obertures especials a la primavera i la tardor. Un jardí amb una casa de te, estancs i petites estàtues budistes està ubicat al costat del museu.